# Mai tare ca diavolul
Mai tare ca diavolul sau Bate diavolul (în engleză Beat the Devil) este un film de aventuri, de comedie, de parodie regizat de John Huston după un scenariu de Truman Capote și John Huston. În rolurile principale au interpretat actorii Humphrey Bogart și Jennifer Jones.
A fost produs de studiourile Santana Productions și a avut premiera la 24 noiembrie 1953 la Londra, fiind distribuit de British Lion Films în Regatul Unit și de United Artists în Statele Unite. Coloana sonoră este compusă de Franco Mannino. A avut încasări de 115.926 lire sterline în Regatul Unit.
Mai tare ca diavolul este ultima colaborare dintre Bogart și prietenul său apropiat și îndrăgitul regizor John Huston. Scenariul a fost co-scris de Truman Capote. Aceasta este o parodie a Șoimului maltez, care prezintă un grup de escroci amorali care caută o comoară inaccesibilă, de data aceasta uraniu.

## Rezumat
Cinci indivizi neobișnuiți (Dannreuther, O'Hara, Peterson, Ross și Ravello) vor să plece din Italia către Kenya pentru a fi primii care cumpără pământuri bogate, în opinia lor, cu minereu de uraniu. Pe drum, bătrânul vapor cu aburi Nyanga explodează, iar escrocii și două doamne scapă pe o barcă de salvare. Apoi, aceștia sunt luați prizonieri de arabi, arestați de poliția italiană , dar în cele din urmă toate grijile sunt în zadar, întrucât pământurile râvnite au fost deja cumpărate de soțul uneia dintre doamne (Harry Chelm).

## Distribuție
Au interpretat actorii:
- Humphrey Bogart - Billy Dannreuther[7]
- Jennifer Jones - Mrs. Gwendolen Chelm
- Gina Lollobrigida - Maria Dannreuther
- Robert Morley - Peterson
- Peter Lorre - Julius O'Hara
- Edward Underdown - Harry Chelm
- Ivor Barnard - Major Jack Ross
- Marco Tulli - Ravello
- Bernard Lee - Inspector Jack Clayton
- Mario Perrone - Purser on SS Nyanga
- Giulio Donnini - Administrator
- Saro Urzì - Captain of SS Nyanga
- Juan de Landa - Hispano-Suiza Driver
- Aldo Silvani - Charles, restaurant owner
- Alex Pochet - Hotel Manager (nemenționat)
- Mimo Poli - Barman (nemenționat)